# Артеменко, Василий Трофимович
Васи́лий Трофи́мович Арте́менко (14 января 1910, Каменец-Подольский — 19 апреля 2001, Борисполь) — советский и украинский художник-график, оформитель. 

## Биография
В 1927 году окончил Каменец-Подольский художественный техникум, ученик В. Гагенмейстера и В. Шаврина, а в 1937 году — Киевский институт кинематографии. 
Участник Великой Отечественной войны, награждён медалью «За отвагу» (1941) и Орденом Отечественной войны II степени (1985)
Работал в оформительном и медальерском искусствах, промышленной графике. С 1963 года брал участие во всесоюзных и республиканских выставках. 
До 1978 года работал в советах Обществ художников Украины, министерств легкой и пищевой промышленности УССР, Общества охраны памятников УССР. 
Член Национального союза художников Украинской ССР с 1964 года. Имеет ряд государственных наград СССР.

## Творчество

### Произведения
- Альбомы и каталоги: Каталог вышитых изделий (1958 г.), Государственный музей украинского народного декоративного искусства УССР (1968 г.)
- Проспекты и буклеты для международных выставок: в Марселе (1961 г.), Загребе (1961 г.), Монреале (1968 г.)
- Комплекты перспектив для Всесоюзной выставки передового опыта в народном хозяйстве (1961 г.)
- Сувенирный набор буклетов Художественные промыслы Украины (1969 г.)
- Сувенирные открытки и медали: Старый и Новый Киев, Андреевская церковь, Владимирский собор[2].